# ناحیه گارفیلد، شهرستان کالکاسکا، میشیگان
ناحیه گارفیلد (به انگلیسی: Garfield Township) یک منطقهٔ مسکونی در ایالات متحده آمریکا است که در شهرستان کالکاسکا، میشیگان واقع شده‌است.
 ناحیه گارفیلد  ۸۰۴ نفر جمعیت دارد و ۳۳۵ متر بالاتر از سطح دریا واقع شده‌است.